# Bois gras

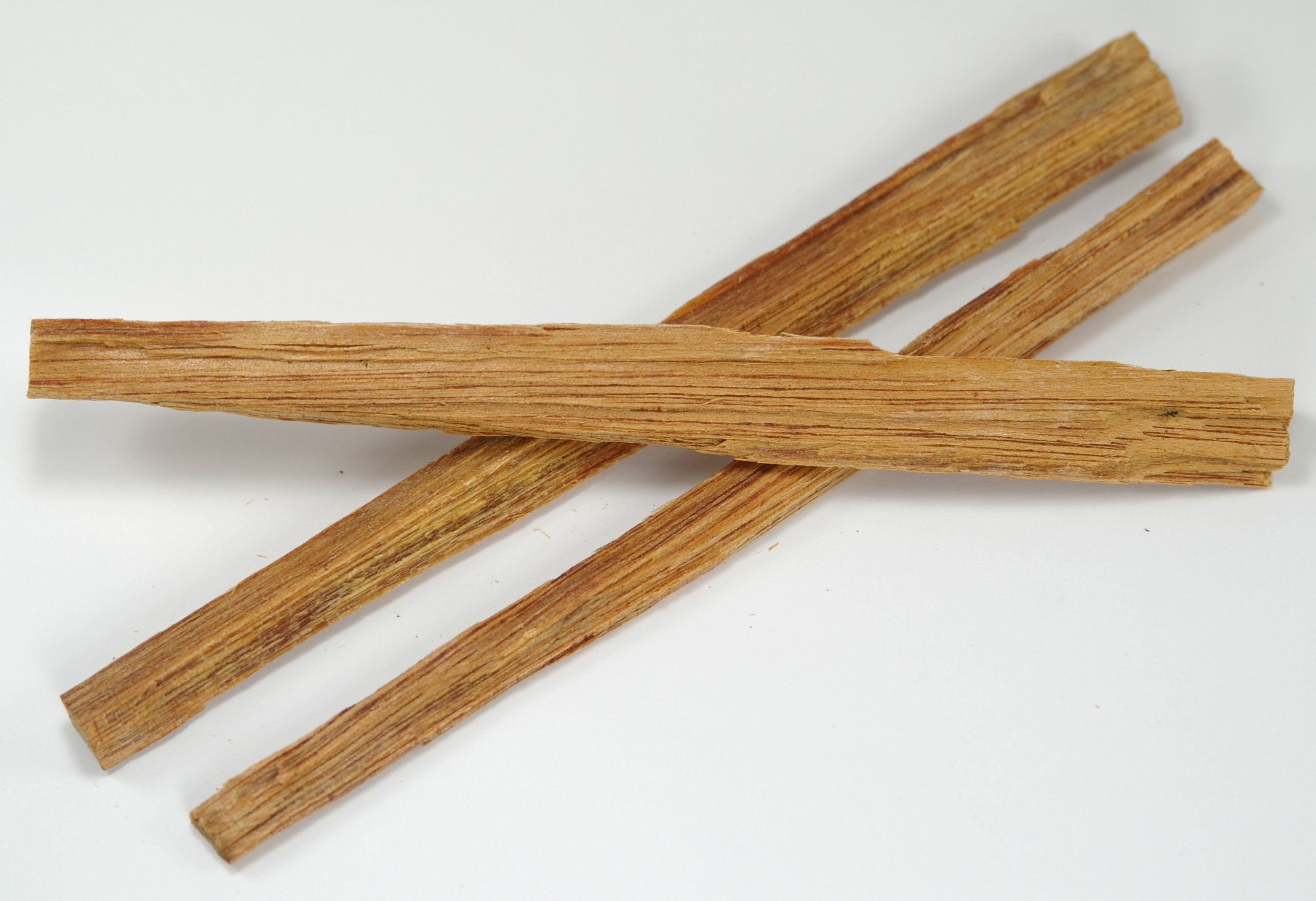
Morceaux de bois gras utilisés pour allumer des feux.

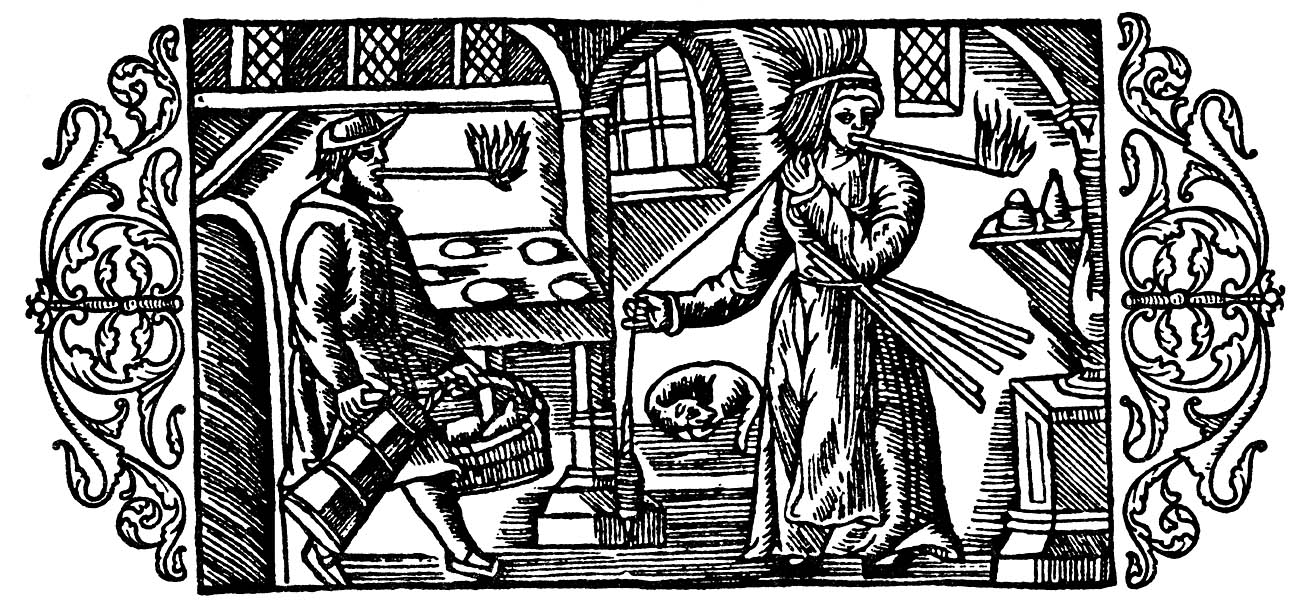
L'utilisation de torches en bois gras, tout en travaillant. Olaus Magnus 'Historia de gentibus septentrionalibus 1555.

Vendeur de bois gras. Gravure de David Herrliberger

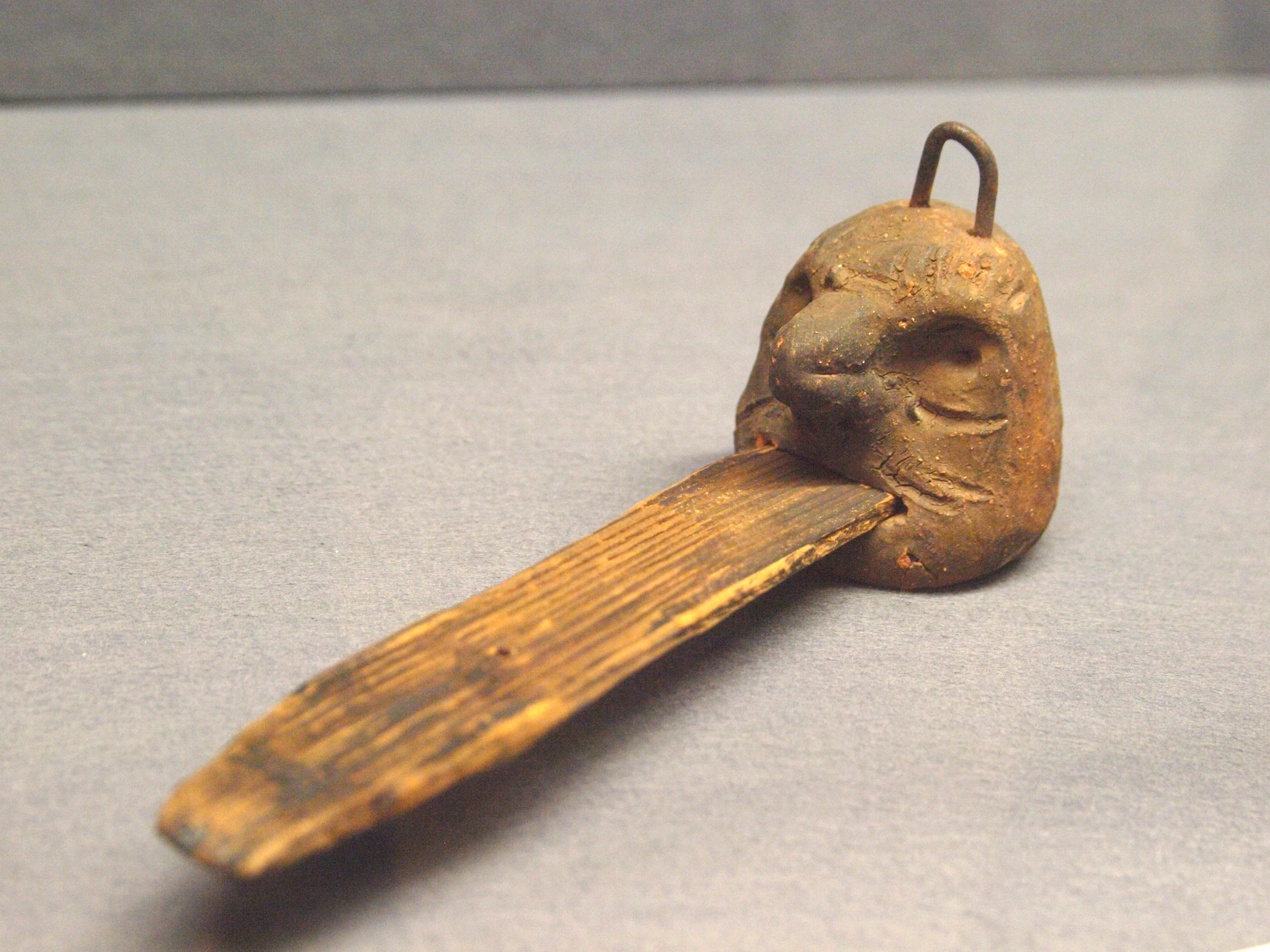
Bruleur à bois gras fait d'argile avec morceau de souche de bois gras, région du Bas-Rhin, Allemagne, 18e ou 19e siècle.

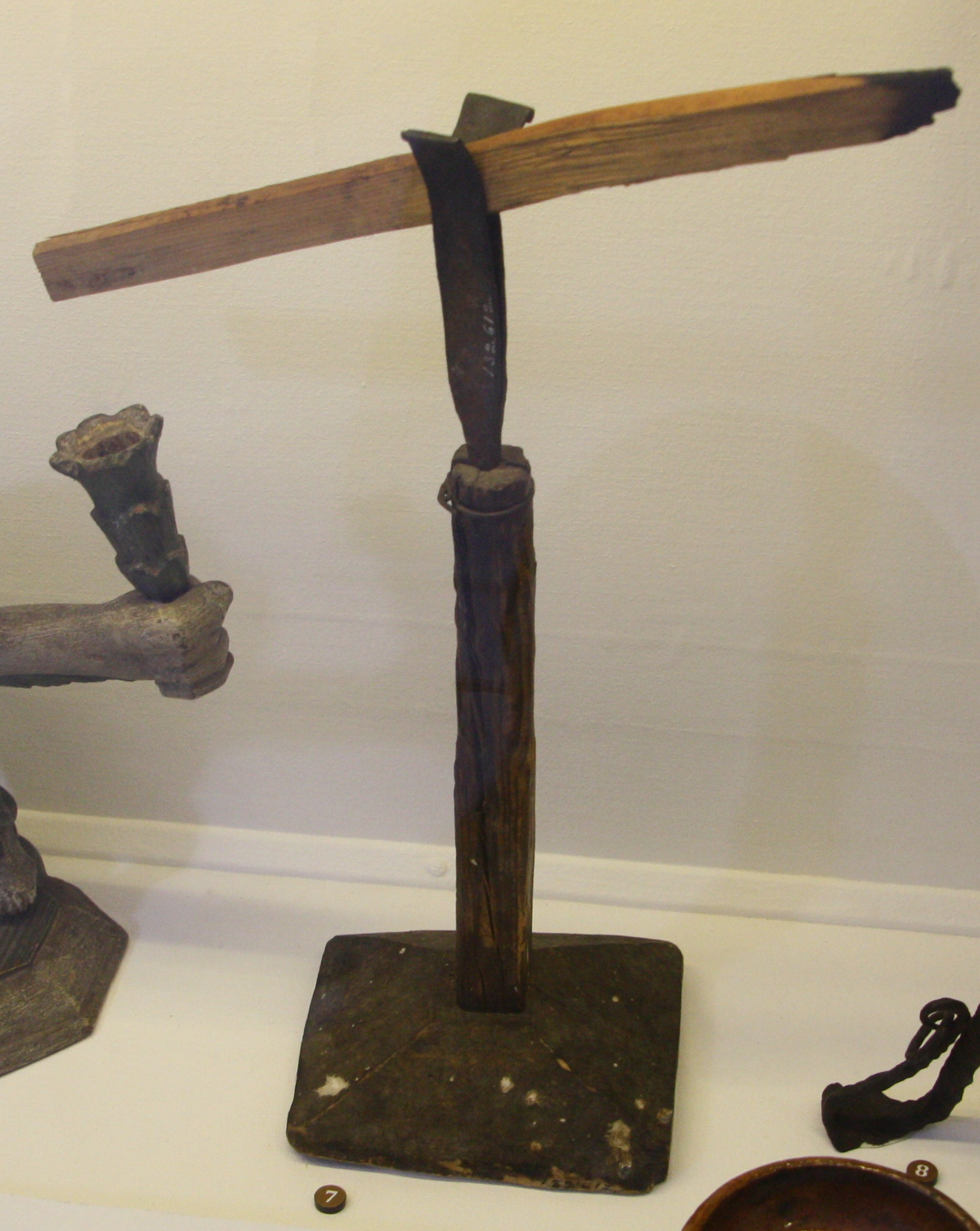
Support pour petit-bois, paroisse de Källsjö, Halland - Musée nordique, Stockholm.

Le bois gras (en anglais fatwood, fat lighter, lighter wood, rich lighter, pine knot, lighter knot, heart pine or lighter'd [sic], en russe осмола, osmola) est un bois imprégné de résine, souvent le bois de cœur des pins. La souche (et la racine pivotante) laissées dans le sol après la chute ou la coupe d'un arbre est la principale source de bois gras, ce bois de cœur imprégné de résine devient dur et résistant à la pourriture après le décès de l'arbre. D'autres endroits, tels que l’articulation (aisselle) des branches avec le tronc, peuvent également être collectés. Bien que la plupart des pins résineux puissent produire du bois gras, dans le sud-est des États-Unis, le bois gras est généralement associé à Pinus palustris, qui était historiquement très prisé pour sa forte production de résine.

## Histoire
Le bois gras de pin était appréciés par les anciens pour son caractère inflammable; ce que l'on retrouve dans la divergence de sens du terme latin taeda qui peut désigner le pin et une torche. Philibert Monet parle de Torche de tede ou torche de tie, le bois se transforme en tede, soit en bois gras: tede, teze, teie, tie désigne la  substance ligneuse fort grasse en laquelle se transmue le tronc des arbres résineux, ou de soi-même, par excessive abondance de résine ou par le soin de ceux qui dépouillant de tels arbres de leur écorcé procurent telle transmutation. « Il n'est aucun arbre qui ait le nom et la nature de Tede, quoique Pline ait écrit le contraire ».  Les procédés employés dans l'antiquité sont connus de Pline, et de Théophraste dans son Historia Plantarum : « À ce que racontent les habitants de l'Ida, quand ils ont ôté l'écorce du tronc (ils l'enlèvent du côté exposé au soleil, sur deux ou trois coudées à partir du sol), il faut un an au plus pour que la résine afflue et imprègne le bois mis à nu; puis, un nouvel éclat de bois étant enlevé à la hache, on recommence l'opération l'année suivante, puis la troisième année ; après quoi, du fait des entailles, l'arbre pourrit et est abattu par le vent ; on extrait alors le cœur, qui est très résineux, ainsi que celui des racines (celles-ci aussi sont riches en résine, comme nous l'avons dit) ». Théophraste nomme le bois gras, δάς (das). C'est ce même bois qui sert à l'extraction de la poix.

## Composition
La résine des conifères (résine de pin, résine de mélèze, etc.) est un liquide visqueux (appelé gemme, puis térébenthine) contenant du terpène, un hydrocarbure volatil. Au fil du temps, l’évaporation du terpène modifie l’état de la résine ; elle devient lentement plus épaisse jusqu'à ce qu'elle durcisse en résine (résine de térébenthine). Le bois gras neuf laisse couler la sève collante, tandis que dans le bois gras vieilli, la sève durcie n'est plus collante. À chaque étape du processus de vieillissement, le bois gras brûlera facilement, même lorsqu'il est mouillé.

## Bois d'allumage et amadou
En raison de l'inflammabilité du terpène, le bois gras est très prisé pour être utilisé comme allume-feu. Il s'allume rapidement même lorsqu'il est mouillé, résiste très bien au vent et brûle suffisamment pour allumer des morceaux de bois plus gros. Un petit morceau de bois gras peut être utilisé plusieurs fois, et remplacer l'amadou par grattage de petits copeaux qui peuvent enflammer d'autres amorces plus grosses. Le bois trempé dans le goudron produit une fumée grasse et suintante, et il est recommandé de ne pas cuisiner sur un feu tant que tout ce bois n'est pas complètement brûlé. Des kits de survie sont proposés dans le commerce avec le fameux firesteel suédois, quelquefois le bois gras des forêts scandinaves (Pinus sylvestris) y est remplacé par Pinus montezumae qui produit un bois gras réputé au Mexique.

## Distribution
Il existe entre 105 et 125 espèces classées comme pins résineux dans le monde. Les essences utilisables pour le bois de feu sont réparties dans une gamme allant de l’Eurasie aux îles Canaries, de la péninsule ibérique et de l’Écosse jusqu’à l’extrême-orient russe. Des Philippines, de la Norvège, de la Finlande et de la Suède (pin sylvestre), de la Sibérie orientale (pin nain de Sibérie) et du sud à l’extrême-nord de l’Afrique. De l’Himalaya et de l’Asie du Sud-Est, avec une espèce (le pin de Sumatra) qui va de l’équateur à Sumatra. En Amérique du Nord, elles vont de 66 ° N au Canada (pin gris) en Amérique centrale à 12 ° N au Nicaragua (pin des Caraïbes). La plus grande diversité du genre se trouve au Mexique et en Californie. Dans les régions subtropicales de l'hémisphère sud, notamment le Chili, le Brésil, l'Afrique du Sud, l'Australie, l'Argentine et la Nouvelle-Zélande, les arbres ne sont pas indigènes mais ont été introduits. Partout où il y a un pin ou une souche de pin, il peut y avoir du bois mort qui peut être trouvé sur le dessus du sol, mais il est plus concentré et conservé dans les souches.

### États Unis
Aux États-Unis, Pinus palustris, le  pin des marais en français, couvrait jadis jusqu'à 360 000 km2 (90 000 000 acres), mais sa population a été réduite de 95% à 97% en raison des coupe à blanc. Les arbres deviennent très volumineux (jusqu’à 150 pieds), mettent de 100 à 150 ans à mûrir et peuvent vivre jusqu’à 500 ans. Le bois était prisé et la coupe a permis de créer des centaines de milliers de souches très résineuses, qui ne pourrissent pas et finissent par devenir du bois mort. Cela a inauguré une nouvelle industrie pendant de nombreuses années. Il existe encore un marché pour le bois, mais les approvisionnements sont moins abondants. En raison de la longueur de la période de croissance, le Pinus taeda, également appelé pin de Loblolly, l'a remplacé pour la replantation commerciale, avec une maturité de seulement 38 à 45 ans.

## Usages industriels
Les utilisations industrielles du bois gras comprennent la production de térébenthine ; lorsque le bois gras est cuit dans un four à feu, le produit de résine le plus lourd qui en résulte est le goudron de pin. La vapeur qui se dégage de ce processus est transformée en un liquide qui devient de l'essence de térébenthine.
Dans les forêts de plantation de certaines parties de l'Europe, les souches laissées après l'abattage des arbres sont maintenant parfois extraites du sol pour fournir du bois de combustible aux centrales à biomasse.

### Autres utilisations
Les résines d’arbres ou les sous-produits sont utilisés dans de nombreuses choses différentes incluant :
- des produits chimiques ménagers, en particulier pour le nettoyage, tels que l'essence de térébenthine et l'huile de pin ;
- des vernis à ongle ;
- du matériel médical ;
- le ciment de coutelier est encore utilisé dans la fabrication des manches de couteaux.

## Voir également
- Sugartown, Louisiana
- Paroisse de Beauregard
- Calambac